# Pietro di Galeotto
Pietro di Galeotto (* um 1454 in Perugia; † Mai 1483 ebendort) war ein italienischer Maler.

## Leben

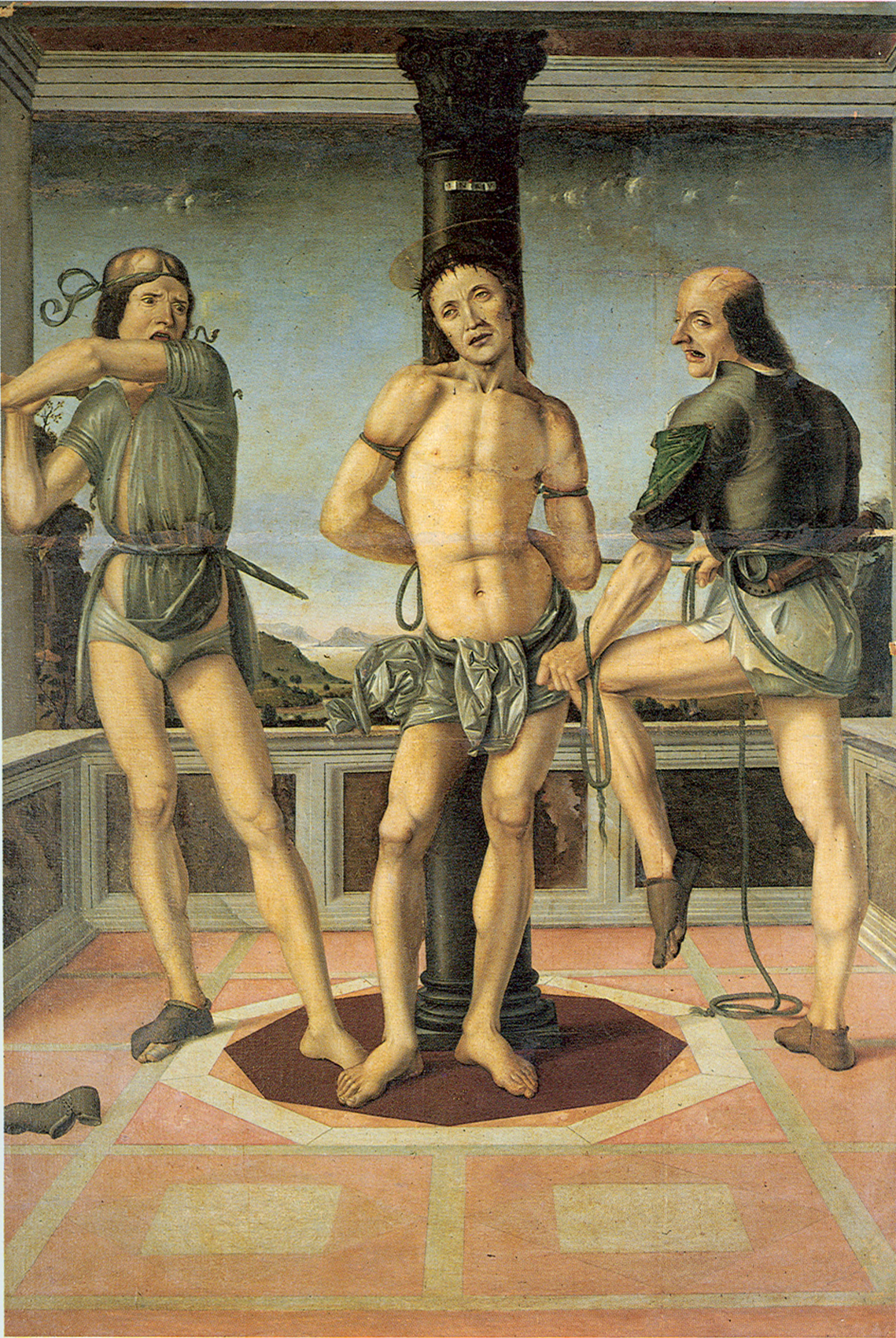
Geißelung Christi

Er wurde etwa in der Mitte des 15. Jahrhunderts in Perugia als Sohn des Stadtarztes Galeotto di Ercolano geboren. Giorgio Vasari erwähnt einen Schüler Piero della Francescas namens „Pietro da Castel della Pieve“. Dies könnte eine Anspielung auf Pietro di Galeotto sein. Vasari schreibt ihm mehrere Werke zu, von denen keines erhalten ist.
Die erste urkundliche Erwähnung stammt aus dem Jahr 1473, als er den Auftrag erhielt, eine Fahne für die Bruderschaft San Giovanni Battista in Arezzo zu malen. In diesem Auftrag wird er als Schüler von Piero della Francesca erwähnt. 1479 wurde er in die Malergilde von Perugia aufgenommen. Im selben Jahr erhielt er den Auftrag, die Pala dei Decemviri für die Kapelle des Palazzo dei Priori zu malen. Bei seinem Tod blieb das Werk unvollendet. Der Auftrag wurde 1484 an Perugino vergeben, der ihn in den Jahren 1495–1496 ausführte.
Das einzige bekannte erhaltene Werk ist die Geißelung Christi. Diese Tafel schmückt heute den Altar in der Sakristei des Oratoriums San Francesco. Es stellt Christus dar, der an eine Säule gebunden ist und dessen Haut durch Seile an den Armen und durch die Dornenkrone aufgescheuert ist.
Zwei weitere Werke sind dokumentiert:
- 1480 erhielt er den Auftrag, eine Tafel mit der Madonna mit Kind für die Sala dell’Udienza des Palazzo dei Priori zu malen
- 1483 arbeitete er an einem Fresko der Madonna mit Kind über dem Eingang der Kirche der Abbazia di San Pietro.